# Rhoicinaria
Rhoicinaria is een geslacht van spinnen uit de  familie van de Amaurobiidae (nachtkaardespinnen).

## Soorten
- Rhoicinaria maculata (Keyserling, 1878)
- Rhoicinaria rorerae Exline, 1950